# Elisabeth Aronson
Elisabeth Aronson, född 26 augusti 1888 i Södertälje, död 13 september 1973, var en svensk författare och översättare, som publicerade sig under pseudonymen Isa Berg. Hon skrev också artiklar i tidskrifter i dagspress.

## Biografi
Elisabeth Aronson var dotter till godsägare Bernhard Lundberg (1865–1907) och Hilma Rosenlund. Hon var gift med kamrer Anders Aronson. Hon hade gått i skola på Södertälje elementarläroverk för flickor.

### Översättningar (från danska)
- Ellinor Kielgast (1887–1959): Rackarungar: flickroman (1922)
- Ellinor Kielgast (1887–1959): Flickornas paradis: flickroman (1923)
- Ingeborg Vollquartz (1866–1930): Mormor Lilian: berättelse för unga flickor (1924)